# Madison Pettis

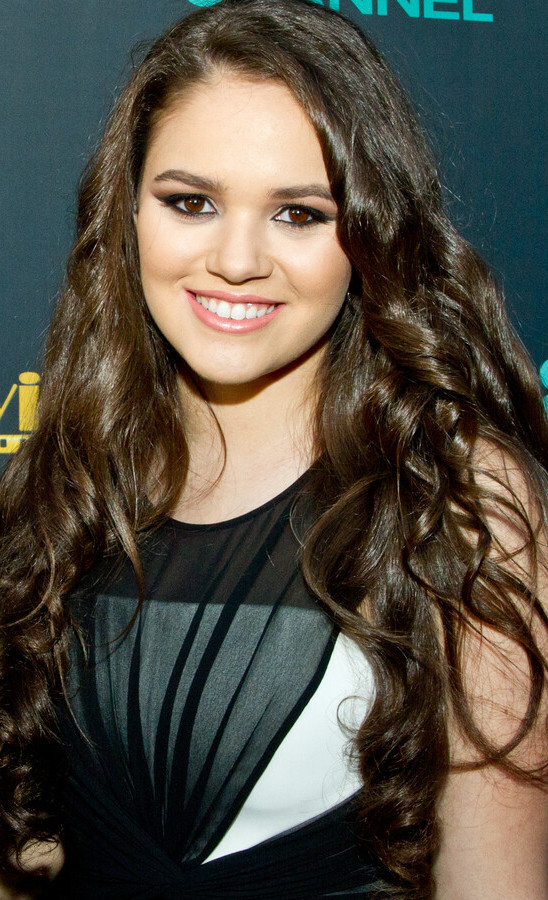
Madison Pettis (2015)

Madison Michelle Pettis (* 22. Juli 1998 in Arlington, Texas) ist eine US-amerikanische Schauspielerin.

## Leben und Karriere
Madison Pettis startete ihre Schauspielkarriere im Alter von fünf Jahren und arbeitete damals auch als Model.
Ihr erster Film war Daddy ohne Plan im Jahr 2007, in dem sie Peyton Kelly, die Tochter eines Footballstars, spielte. Für diese Rolle wurde sie für einen Young Artist Award als ‚Beste Schauspielerin bis 10 Jahre in einem Kinofilm‘ nominiert. 2007 hatte sie auch Nebenrollen in der TV-Serie 4400 – Die Rückkehrer. Von 2007 bis 2008 spielte sie in Einfach Cory die Tochter des Präsidenten, Sophie Martinez. Von 2007 bis 2008 hatte sie eine Sprechrolle in Phineas und Ferb. Im Jahre 2008 spielte sie in vier Filmen mit. 2009 spielte sie an der Seite von Corbin Bleu in Free Style dessen Filmschwester Bailey Bryant.
Zwischen 2011 und 2013 war sie als Allie in der kanadischen Jugendserie Allein unter Jungs in einer Hauptrolle zu sehen. In der Disney-Serie S3 – Stark, schnell, schlau spielte sie eine Nebenrolle als Janelle. Weiterhin betätigt sie sich als Synchronsprecherin in Serien wie Jake und die Nimmerland-Piraten.
Madison Pettis hat zwei Halbgeschwister.

## Filmografie (Auswahl)
Als Schauspielerin
- 2006: Barney und seine Freunde (Barney & Friends, Fernsehserie, 2 Folgen)
- 2007: Daddy ohne Plan (The Game Plan)
- 2007: 4400 – Die Rückkehrer (The 4400, Fernsehserie, Folge 4x09)
- 2007: Hannah Montana (Fernsehserie, Folge 2x08)
- 2007–2008: Einfach Cory (Cory in the House, Fernsehserie, 26 Folgen)
- 2008: Sieben Leben (Seven Pounds)
- 2008: R.L. Stines Geistermeister – Besuch aus dem Jenseits (Mostly Ghostly)
- 2008: Free Style
- 2010: Santa Pfotes großes Weihnachtsabenteuer (The Search for Santa Paws)
- 2011–2013: Allein unter Jungs (Life with Boys, Fernsehserie, 41 Folgen)
- 2012–2015: S3 – Stark, schnell, schlau (Lab Rats, Fernsehserie, 10 Folgen)
- 2014: R.L. Stine’s – Darf ich vorstellen – Meine Geisterfreundin (Mostly Ghostly: Have You Met My Ghoulfriend?)
- 2015: The Fosters (Fernsehserie, 4 Folgen)
- 2015: Woran glaubst Du? (Do You Believe?)
- 2015: Parenthood (Fernsehserie, Folge 6x13)
- 2016: Late Bloomer (Fernsehfilm)
- 2017: Law & Order: Special Victims Unit (Fernsehserie, Folge 19x04)
- 2018–2019: Five Points (Fernsehserie, 20 Folgen)
- 2020: American Pie präsentiert: Jetzt haben die Mädchen das Sagen (American Pie Presents: Girls’ Rules)
- 2021: Einer wie keiner (He’s All That)
- 2022: Margaux
- 2023: Deltopia

Als Synchronsprecherin
- 2008: Horton hört ein Hu! (Horton Hears a Who!)
- 2009–2024: Phineas und Ferb (Fernsehserie, 12 Folgen, als Adyson Sweetwater)
- 2011–2015: Jake und die Nimmerland-Piraten (Jake and the Never Land Pirates, Fernsehserie, 93 Folgen, als Izzy)
- 2016–2019: Die Garde der Löwen (The Lion Guard, Fernsehserie, 6 Folgen)